# Alzano Lombardo

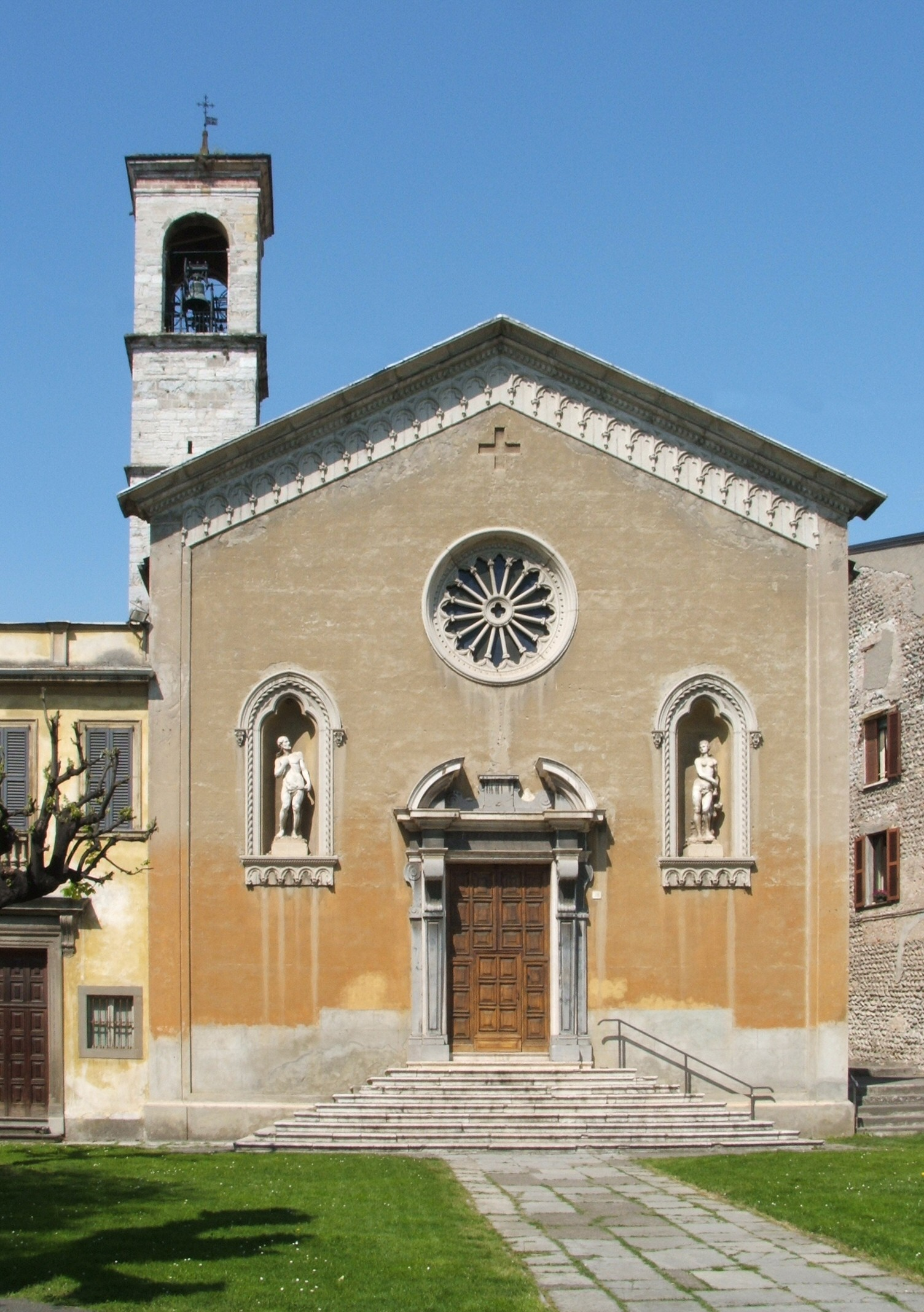
Nhà thờ Thánh Peter

Alzano Lombardo là một đô thị ở tỉnh Bergamo, Lombardia, Italia. Đô thị này có dân số 12.065 với mật độ 898 người/km2. Đô thị này có 5 đơn vị cấp dưới.